# کوه پیلاتوس
کوه پیلاتوس (به لاتین: Pilatus) یک کوه در سوئیس است که در کانتون ابوالدن واقع شده‌است. کوه پیلاتوس ۲٬۱۲۸٫۵ متر بالاتر از سطح دریا واقع شده‌است.